# Aeroportul Cachoeira do Sul
Aeroportul Cachoeira do Sul (IATA: QDB, ICAO: SSKS) este un aeroport din Rio Grande do Sul, Brazilia ce deservește zona Cachoeira do Sul.
Situat la o altitudine de 77 m, aeroportul dispune de 1 pistă.

## Infrastructură

### Piste
Aeroportul dispune de o singură pistă. Pista 12/30 are suprafața de asfalt și dimensiunile 1.020 m × 18 m. 